# Composers and Authors Society of Hong Kong

CASH Logo

Die Composers and Authors Society of Hong Kong (CASH) ist eine seit 1977 bestehende Verwertungsgesellschaft in Hongkong. Bereits 1946 hat Großbritannien eine Außenstelle der Performing Rights Society in Hongkong eingerichtet. Die Limited dient der kollektiven Verwaltung und Durchsetzung der Rechte der Komponisten und Autoren in Hongkong. CASH verfügt deshalb über den CASH Music Fund, der lokale Nachwuchskomponisten und Songwriter unterstützt. Derzeit verwaltet CASH Musikwerke von über einer Million lokalen Mitgliedern und von Mitgliedern aus mehr als 60 befreundeten Gesellschaften in 130 Ländern. Die Gesellschaft besteht aus nicht mehr als zwölf Direktoren. Chan Wing-wah führt das Gremium.

## Vergebene Preise
- CASH Golden Sail Most Performed Awards
- CASH Golden Sail Music Awards
- CASH Hall of Fame Awards
- CASH Song Writers Quest
- Joseph Koo New Generation Award